# Морозов, Игорь Викторович
Игорь Викторович Морозов (1966) — русский учёный, специалист в области неорганической химии. Доктор химических наук, работает на кафедре неорганической химии Химического факультета МГУ им. М. В. Ломоносова в должности профессора.

## Биография
Морозов И. В. окончил Химический факультет МГУ в 1988 году, затем обучался в аспирантуре. После окончания аспирантуры с 1991 г работал на химическом факультете МГУ в должности младшего научного сотрудника, ассистента, доцента, ведущего научного сотрудника, а с 2021 г по настоящее время является профессором кафедры неорганической химии химического факультета МГУ. Защитил кандидатскую диссертацию по теме «Исследование фторокупратов щелочных металлов и аммония в газовой и твердой фазах» (научные руководители д.х.н., проф. Коренев Ю. М., д.х.н., проф. Троянов С. И.) в 1994 г, докторскую диссертацию «Нитратные комплексы переходных металлов: синтез, кристаллическое строение, свойства» в 2010 г.

## Научная деятельность
Научная деятельность Морозова И.В, связана с развитием фундаментальных основ неорганического синтеза, изучения кристаллического строения неорганических соединений, их реакционной способности и свойств и ведется по следующим направлениям: синтез и исследование пниктидов со сверхпроводящими и другими функциональными свойствами; синтез и магнитные свойства координационных полимеров на основе нитратных и карбоксилатных комплексов переходных металлов синтез и исследование оксидных и фторидных материалов, проявляющих каталитическую активность и другие функциональные свойства. В начале своего научного пути Морозов И. В. под руководством научного руководителя Ю. М. Коренева проводил высокотемпературные масс-спектральные исследования различных фторидных систем, в частности, он изучал газовую фазу в системе криолит — алюминий, а в ходе работы над кандидатской диссертацией — термодинамику образования газообразных комплексных фторидов в системах CuF2-XF (где X-Li,Na,K). На сегодняшний день Морозов И.В руководит работой научной группы «Структурный дизайн, направленный синтез и фундаментальные свойства неорганических соединений различной размерности» в составе лаборатории направленного неорганического синтеза кафедры неорганической химии.
К настоящему времени Морозов И. В. является соавтором 172 научных статей. Число публикаций в высокорейтинговых журналах (top 25 %) — 50 (за последние 5 лет — 14), в том числе в таких журналах. Библиометрические показатели по данным Scopus: H-индекс 23, общее число ссылок 2236.

## Педагогическая работа
С 1992 г Морозов И. В. активно участвует в учебно-педагогической работе на кафедре неорганической химии. Около 20 лет он вел практические и семинарские занятия по неорганической химии для студентов 1 курса Химического факультета, в 2011/12 учебном году читал лекции по неорганической химии на Химическом факультете в филиале МГУ в г. Баку. В настоящее время он участвует в чтении ряда химических дисциплин для студентов химического факультета, ФНМ, ФФФХИ МГУ, а также студентов химического факультета филиала в г. Баку. . Под руководством Морозова И. В. было выполнено около 90 курсовых работ, а также защищено 11 дипломных работ студентов химического факультета, а также 4 кандидатских диссертации.

## Почётные должности и учёные степени
Награждён двумя именными грантами от фонда Сороса (ISSEP) и Правительства Москвы «Доцент 2001» и «Доцент 2002»
доктор химических наук (2010)
доцент по кафедре неорганической химии (1996)